# David Ricardo
David Ricardo (Londres, 18 de Abril de 1772 – Gatcombe Park, 11 de setembro de 1823) foi um economista e político britânico de origem judaico-portuguesa — um dos mais influentes economistas clássicos, ao lado de Thomas Malthus, Adam Smith e James Mill.

## Vida pessoal
Nascido em Londres, Inglaterra,  Ricardo e a sua família têm origens sefarditas que remontam à comunidade judaico-portuguesa da Holanda. David Ricardo era o terceiro de dezessete filhos dessa família sefardita de origem portuguesa, que recentemente havia se mudado para Holanda. Seu pai, Abraham Ricardo, foi um bem sucedido investidor, o que influenciou Ricardo a já entrar para o mundo dos negócios aos 14 anos.
Aos 21 anos, Ricardo converte-se ao unitarismo, uma vertente católica, geralmente associada ao protestantismo. Sua base parte da negação da Santíssima Trindade em prol do unitarismo de Deus. Além de sua conversão, Ricardo casa-se com uma quaker, Priscilla Anne Wilkinson. Essa série de atitudes do jovem causou uma ruptura de Ricardo com sua família, o que levou a sua deserdação por parte de seu pai.
Ricardo morre aos 51 anos, em decorrência de uma infecção que se espalhou para o seu cérebro, causando Sepsia. Deixando três filhos: Osman Ricardo e David Ricardo, ambos políticos liberais membros dos Whig, assim como seu pai. O terceiro, Mortimer Ricardo, se tornou Deputy Lieutenant de Oxfordshire, um título dado a delegados que representam o monarca em situações cerimoniais em condados.
Seu corpo encontra-se na igreja de São Nicolau em Wiltshire.
Ao morrer, em 1823, a fortuna de Ricardo era estipulada entre £ 675 000 e £ 775 000, algo em torno de 80 a 92 milhões de libras esterlinas (aproximadamente entre 438 e 504 milhões de reais) em valores de 2019.

## Contribuições teóricas

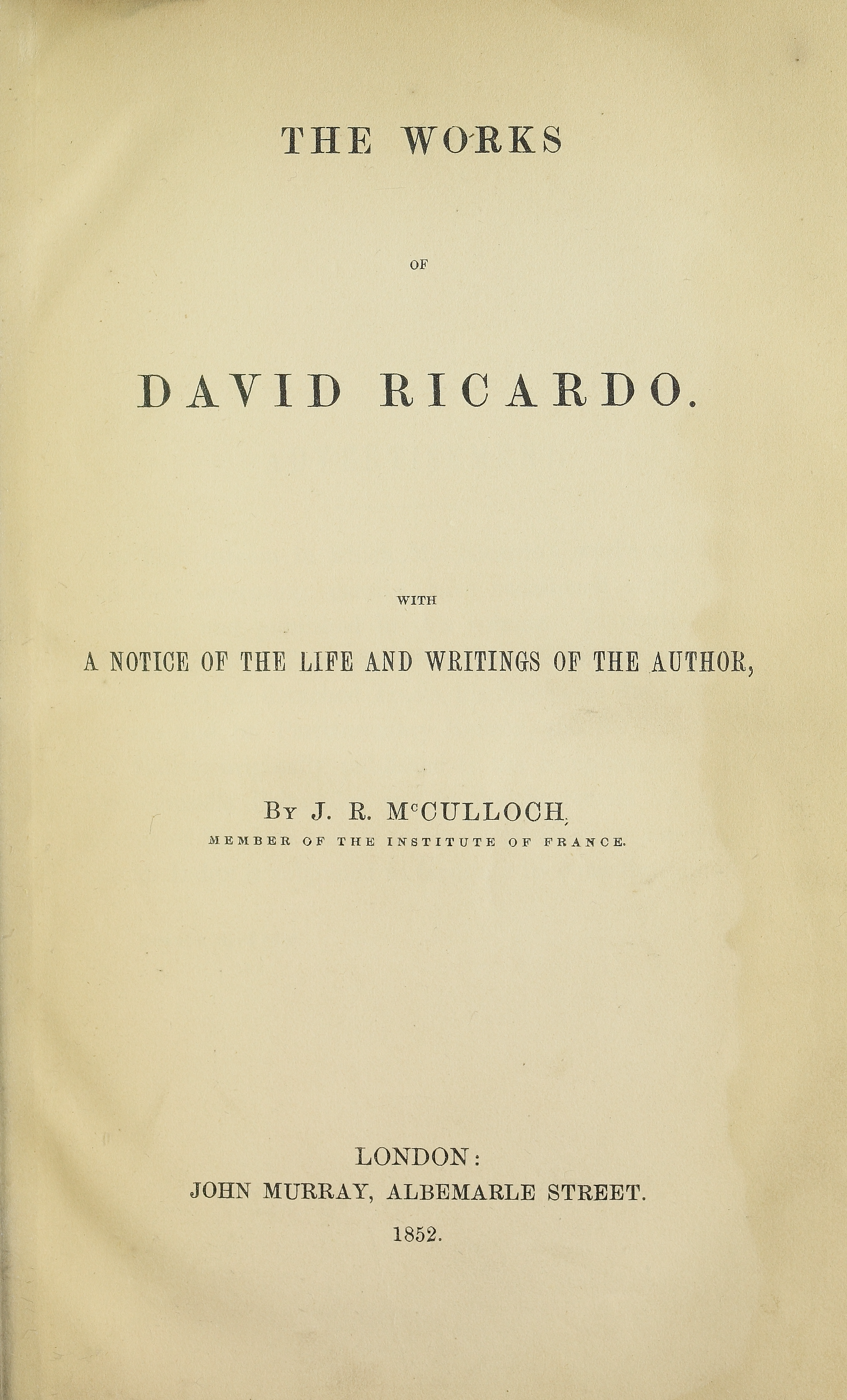
Works, 1852

Considerado como um dos fundadores da escola clássica inglesa da economia política, juntamente com Adam Smith e Thomas Malthus, as suas obras mais destacadas incluem:
- O alto preço do ouro, uma prova da depreciação das notas bancárias (The high price of bullion, a proof of the depreciation of bank notes), em 1810;
- Ensaio sobre a influência de um baixo preço do cereal sobre os lucros do capital (Essay on the influence of a low price of corn on the profits of stock), em 1815;
- Princípios da economia política e tributação (Principles of political economy and taxation), em 1817 (reeditado em 1819 e 1821).[9]

David Ricardo exerceu uma grande influência tanto sobre os economistas neoclássicos, como sobre os economistas marxistas, o que revela sua importância para o desenvolvimento da ciência econômica. Os temas presentes em suas obras incluem a teoria do valor-trabalho, a teoria da distribuição (as relações entre o lucro e os salários), o comércio internacional, temas monetários.
A principal questão levantada por Ricardo nessa obra trata da distribuição do produto gerado pelo trabalho na sociedade. Isto é, segundo Ricardo, a aplicação conjunta de trabalho, maquinaria e capital no processo produtivo gera um produto, o qual se divide entre as três classes da sociedade: proprietários de terra (sob a forma de renda da terra), trabalhadores assalariados (sob a forma de salários) e os arrendatários capitalistas (sob a forma de lucros do capital). O papel da ciência econômica seria, então, o de determinar as leis naturais que orientam essa distribuição, como modo de análise das perspectivas atuais da situação econômica, sem perder a preocupação com o crescimento em longo prazo.
A sua teoria das vantagens comparativas constitui a base essencial da teoria do comércio internacional. Demonstrou que duas nações podem beneficiar mutuamente do comércio livre, mesmo que uma nação seja menos eficiente na produção de todos os tipos de bens do que o seu parceiro comercial. Ricardo defendia que nem a quantidade de dinheiro num país, nem o valor monetário desse dinheiro, era o maior determinante para a riqueza de uma nação. Segundo o autor, uma nação é rica em razão da abundância de mercadorias que contribuam para a comodidade e o bem-estar de seus habitantes. Ao apresentar esta teoria, usou o comércio entre Portugal e Reino Unido como exemplo demonstrativo, a partir do Tratado de Methuen.
A equivalência ricardiana, uma outra teoria, é um argumento que sugere que em certas circunstâncias, a escolha entre financiar as despesas através de impostos ou através do déficit não terá efeito na economia. Tal argumento seria trabalhado a partir dos anos 1970, com a emergência dos novos-clássicos, por Robert Barro, contra os preceitos fiscalistas da política keynesiana.
Outra contribuição ricardiana foi o desenvolvimento da Teoria da Renda da Terra, com uma visão diferente de Adam Smith e também de Thomas Malthus. Segundo Ricardo, e em concordância com a Lei dos Rendimentos Decrescentes, tal economista assinalou que, quanto mais terras de menor fertilidade fossem trabalhadas, via agricultura, menor seriam as rendas da economia, via lucros, já que a produção da mais fértil teria sua renda, via alugueis, igualado à da menos fértil. Os salários, por sua vez, cresceriam de forma nominal, mas se reduziriam no sentido real. Assim, sustentando tal tese, Ricardo enxergou, no Capitalismo, um conflito distributivo. Desse modo, tal visão seria aprimorada por Karl Marx.